# Croyde
Croyde är en by i Devon i England. Byn ligger 66,5 km från Exeter. Orten har 673 invånare (2015). Byn nämndes i Domedagsboken (Domesday Book) år 1086, och kallades då Crideholde/Crideholda.